# Alberto Aboud
Alberto Wadih Chames Aboud, ou também Alberto Aboud, (São Luís, MA, 15 de junho de 1922 – São Luís, MA, 29 de julho de 1980) é um industrial e político brasileiro que foi deputado federal pelo Maranhão.

## Dados biográficos
Filho de Wadih Aboud e Malvina Aboud. Fez carreira no setor industrial até estrear na política elegendo-se deputado estadual pelo Maranhão via PTB em 1958. Após trocar de legenda foi eleito deputado federal via PSD em 1962, ingressando na ARENA quando o Ato Institucional Número Dois impôs o bipartidarismo por vontade do Regime Militar de 1964. Recolocado numa suplência na eleição seguinte, foi eleito prefeito de São José de Ribamar em 30 de novembro de 1969. Sua derradeira incursão na vida política foi em 1974 quando perdeu a eleição para deputado estadual.